# Diaspora russe
La diaspora russe est l'ensemble des populations russophones et/ou d'origine russe vivant hors des frontières de la fédération de Russie et représentant un ensemble d'environ 15 millions de personnes. Cet ensemble est très disparate :
- par les origines (certaines populations sont issues de Russie même, d'autres ont différentes origines mais ont été russifiées soit sur place, là où elles vivaient initialement, soit par transplantation dans d'autres régions où le russe était la langue de communication entre les divers peuples comme au Kazakhstan par exemple) ;
- par l'ancienneté (certaines diasporas datent du XVIIe siècle, d'autres sont postérieures à 1940) ;
- par le nombre et la proportion de russophones dans le pays concerné (25 % au Kazakhstan, entre 10% et 20% dans la plupart des anciennes républiques soviétiques qui sont aussi d'anciennes provinces de l'Empire russe, mais beaucoup moins dans les autres pays) ;
- par le motif de leur dispersion (recherche de fourrures par les trappeurs et recherche de ressources minérales par les prospecteurs de l'Oural jusqu'en Alaska ; colonisation démographique et établissement de communautés cosaques sous l'Empire russe ; expatriation religieuse comme dans le cas des Doukhobors ou des Lipovènes ; expatriation économique, notamment aux États-Unis ; expatriation culturelle d'intellectuels, artistes ou scientifiques fuyant le totalitarisme, notamment vers l'Europe occidentale ; expatriation politique des Russes blancs, des ruraux persécutés comme « koulaks », des rescapés du Holodomor, des purges, des répressions ; colonisation démographique, déportation et assignation à résidence dans de nouvelles régions pendant l'ère soviétique).

## Situation
Le dénombrement de la diaspora russe dépend de sa définition. Mikhaïl Souslov compte 50 millions d’anciens citoyens soviétiques résidant à l’extérieur de la Russie, 15 millions de Russes ethniques et 5 millions de citoyens de Russie ayant émigré (d’après les chiffres officiels russes). Toutefois, les statistiques varient selon les pays ; par exemple, les sources officielles russes comptent 16 000 émigrés russes s’étant installés en Allemagne entre 2011 et 2014 quand les sources allemandes en comptent 97 000 sur la même période,.
 (janvier 2014).
Si vous disposez d'ouvrages ou d'articles de référence ou si vous connaissez des sites web de qualité traitant du thème abordé ici, merci de compléter l'article en donnant les références utiles à sa vérifiabilité et en les liant à la section « Notes et références ».

Diaspora russe dans le monde en chiffres absolus (nombre de personnes revendiquées) :
Russie
>1 000 000
>100 000
>10 000
>1 000
Pas de données

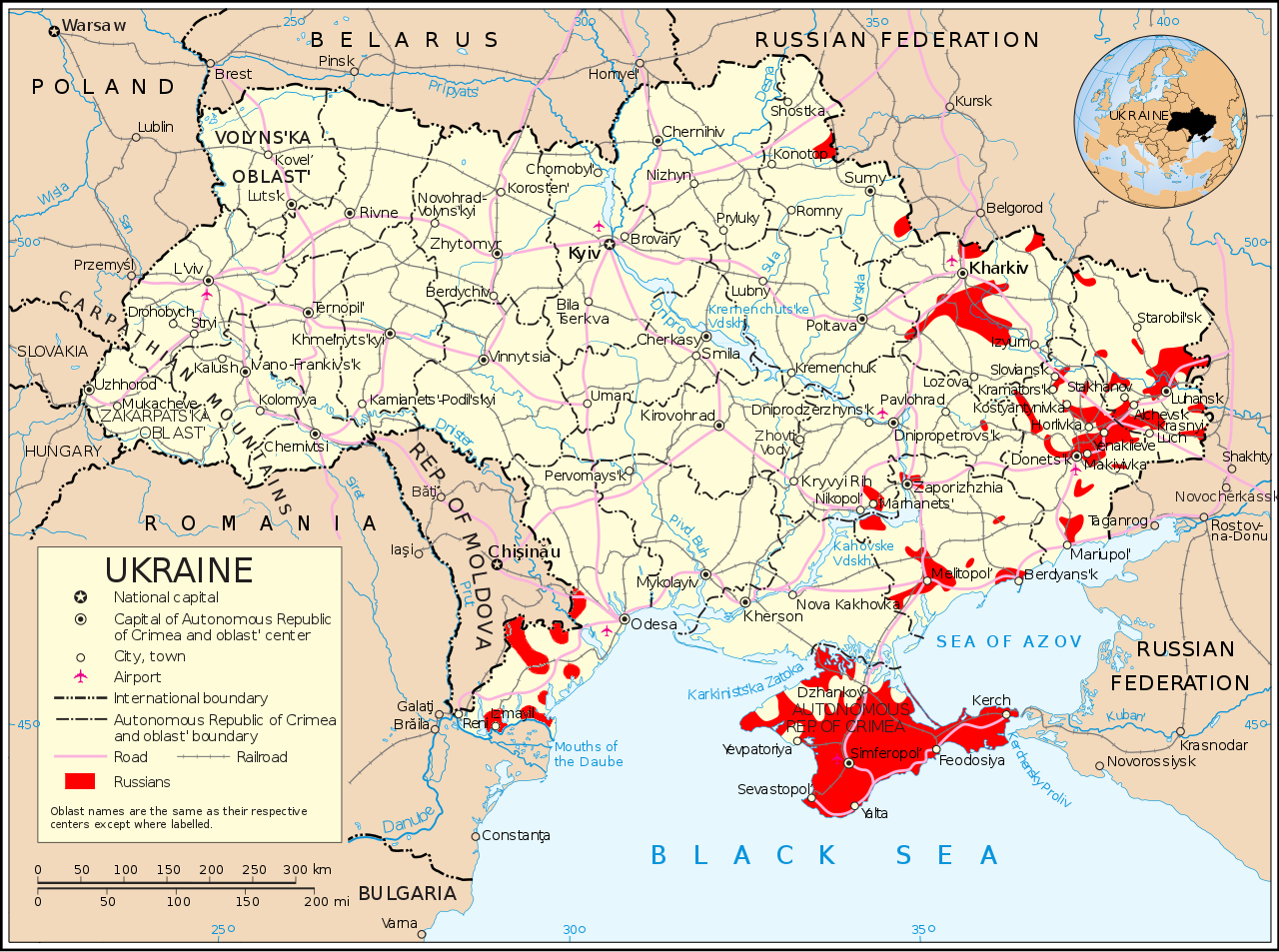
Diaspora russe d'Ukraine (selon la déclaration aux recensements : les russophones sont beaucoup plus nombreux, mais tous ne se déclarent pas Russes).

Les plus grandes diasporas russes vivent dans les États anciennement soviétiques, comme l’Ukraine (environ 8 millions, Crimée comprise), le Kazakhstan (environ 4 millions), la Biélorussie (environ 1 million), l’Ouzbékistan (environ 700 000), Lettonie (environ 700 000), Kirghizistan (environ 600 000) et la République de Moldavie (environ 500 000). Il y a aussi de petites communautés russes dans les Balkans principalement en Serbie (environ 5 000), dans les nations de l'Europe centrale et orientale comme la République tchèque, et dans d'autres régions du monde, comme en Chine et en Amérique latine. Il existe des communautés russes importantes en Israël (environ 900 000, pour la plupart des Juifs qui ont choisi l'alya à l'invitation du gouvernement israélien) et en Allemagne (environ 1 200 000, pour la plupart des personnes d'origine ethnique allemande et de langue et culture russe résidant auparavant dans les pays de l'ancienne Union soviétique). Ces communautés s’identifient elles-mêmes à la fois comme russes et comme citoyennes de ces pays, à des degrés divers.
La présence et la situation des communautés russophones hors de Russie sont très diversement ressenties et décrites par les sources. Dans les pays baltes qui, devenus membres de l’Union européenne et de l’OTAN, ont complètement quitté la sphère d’influence russe et n’ont pas intégré la CEI, les minorités russophones, jadis dominantes, ont perdu ce statut et sont obligées d’apprendre les langues de ces pays et de les posséder parfaitement pour accéder à des emplois qualifiés : depuis la dislocation de l'URSS, elles se ressentent et se décrivent comme des « citoyens de seconde zone ». Même lorsqu’ils possèdent parfaitement la langue, les russophones de ces pays, notamment d'Estonie et de Lettonie qui ont la plus grande proportion de Russes des pays baltes, sont l’objet de discriminations illégales et d'une suspicion des autochtones, qui affirment que beaucoup de russophones sont des « colons » arrivés dans leurs pays à la suite de l’invasion soviétique de 1940 (elle-même suivie de la déportation d’une partie des populations locales vers le Goulag), en tant que colons et vecteurs d’une russification délibérée, assortie d’une répression des autochtones. Or parmi les Russes qui sont arrivés pendant l’ère soviétique, peu étaient des militaires ou des membres des organes répressifs : la plupart sont venus pour des motifs économiques, et quelquefois parce qu’on le leur avait ordonné. Ces russophones de Lettonie et de Estonie arrivés sous l’ère soviétique n’ont reçu, lors de l’indépendance de ces pays en 1991, qu'une « option » pour acquérir la citoyenneté par naturalisation, sous réserve de réussir l’examen de langue locale et d’instruction civique. Cette question est encore d’actualité, particulièrement en Lettonie, où les russophones ont protesté contre les plans d'éducation en langue lettone plutôt qu'en russe.
La situation dans les douze autres anciennes républiques soviétiques restées dans l’orbite russe est différente : pour la plupart, elles ont intégré la CEI. Le russe y est resté une langue soit officielle à côté de la langue locale (cas de la Biélorussie, du Kazakhstan et du Kirghizistan), soit « langue de communication inter-ethnique », officiellement (en Moldavie, Ouzbékistan, Tadjikistan et Turkménistan) ou officieusement (en Arménie, Azerbaïdjan, Géorgie et Ukraine), et les russophones qui apprennent les langues locales, le font à leur rythme et sans y être contraints.
Toutefois, certains mouvements politiques de ces pays ont, à divers moments, cherché à s’émanciper de la domination économique, politique et culturelle des minorités russophones qui ont alors été, volontairement ou non selon les personnes, impliquées dans des conflits comme les guerres civiles de Géorgie (1991-1993), de Moldavie (1992), du Tadjikistan (1992-1997) et du sud-est ukrainien (2013-2014). Les russophones de ces pays qui, fuyant les conflits, ont choisi d’émigrer vers la Russie, y sont souvent devenus des réfugiés que l’État russe a, le plus souvent, « oublié » d’aider à se réinsérer dans la « mère patrie », et qui y ont vécu très difficilement, au point qu’à l’issue des conflits (issue jusqu’ici toujours favorable aux pro-russes) certains sont revenus soit dans les pays qu’ils avaient quittés, soit dans les portions de ces pays qui, ayant auto-proclamé leur indépendance (parfois reconnue par la Russie) ou même leur rattachement à la Russie, acceptent de les accueillir (Abkhazie, Crimée, Nouvelle-Russie, Ossétie du Sud-Alanie, Transnistrie). Malgré l’acceptation officielle par la Russie de la demande de l’Union européenne et du Conseil de l'Europe de « rectifier les manières de faire de l’ère soviétique », les minorités russophones des pays ex-soviétiques continuent à être des enjeux dans des conflits géopolitiques qui dépassent leurs intérêts immédiats et dont les conséquences vont souvent à l’encontre de leur qualité de vie et de leur sécurité.
Hors de l’ancien Empire russe et de l’ancienne Union soviétique, un nombre significatif de Russes ont émigré au Canada, en Australie et surtout aux États-Unis. Brighton Beach, dans le district de Brooklyn de New York, est l’exemple d’une grande communauté d’immigrants russes récents. Il existe également une « émigration de luxe » des oligarques et des « nouveaux riches » russes vers les « paradis fiscaux » et vers les quartiers luxueux des grandes métropoles mondiales.

## Terminologie

### «Diaspora» et «Minorité nationale»
Les termes diaspora russe et minorité nationale russe sont utilisés par les médias russophones avec des connotations différentes : le premier désigne les expatriés russes hors des limites de l'ex-Empire russe et de l'ex-URSS ; le second désigne les minorités russophones dans les pays et régions ayant appartenu à ces entités (Alaska inclus).

### «Compatriote russien»
En Russie, le terme compatriote russien est défini juridiquement, comme :

« Toute personne habitant sur le territoire de l’ancienne URSS et ayant été citoyenne de l’URSS, si elle considère le russe comme sa langue maternelle (…), si elle se considère comme appartenant à la civilisation russe et n’a pas renoncé volontairement à cette citoyenneté, ainsi que les descendants de ces personnes. »

Le terme russien (россиянский) se veut neutre, définissant civilement selon le droit du sol (sol ex-soviétique) les ex-citoyens soviétiques et leur descendance, dans une vision étatique « masculine » de la patrie (« pays des pères »). C'est une notion différente du terme russe pусский qui définit ethniquement la nation russe selon le droit du sang et selon les origines de la personne dans une perception plus culturelle, affective et « féminine » (rodina, le lieu des origines, des racines, la filiation maternelle).
La patrie des « compatriotes russiens » est un État historique : l'Empire russe et l'URSS dont les symboles d'État, aigle bicéphale mais aussi étoile rouge et, sur les enseignes militaires, faucille et marteau) sont également utilisés par l'actuelle Fédération de Russie. Cette notion de « compatriotes russiens » est définie comme les liant à :

« une patrie unifiée (…), à la préservation, la continuation et le développement de l’étaticité russienne (…), à l’usage de la langue russe en tant que langue officielle (…) au système scolaire russe (…) et à la défense face aux actions anti-russes pouvant être assimilées à un génocide. »

Ainsi, les « russiens » tels que définis par le Congrès du Conseil des compatriotes, restent reliés à l'État russe partout où ils vivent dans l'ex-URSS et quel que soit le pays dont ils sont devenus les citoyens.

## Politique
De 1991 à 2006, la politique russe vis-à-vis de sa diaspora présente dans le proche étranger a pu suivre différentes approches : soit une logique de politique étrangère invitant à soutenir les diasporas dans leur pays dans l’espoir qu’elles deviennent l’un des leviers de l’influence russe dans la région, soit une logique d’immigration appelant au « retour » massif et organisé des Russes dans une fédération en pleine crise démographique.
En 1994, une institution étatique est créée : le Conseil des compatriotes.
En 2001, Vladimir Poutine dans l'optique d'un « monde russe » (rousskiï mir), affirme appelle les Russes de l’étranger à « aider la patrie dans un dialogue constructif avec [ses] partenaires étrangers ».
En octobre 2001, Vladimir Poutine se rend à Moscou au Congrès mondial des compatriotes vivant à l’étranger où il tient un discours affirmé apprécié des nationalistes affirmant que « la Russie est intéressée par le retour des compatriotes de l’étranger », et critique des efforts menés par l’État en la matière.

« Sur les dix années écoulées de travail avec les compatriotes, l’État a fait trop peu, on peut même dire si peu que cela en est inacceptable (…) Il y a eu des insuffisances évidentes du côté des pouvoirs officiels, du côté de l’État, et jusqu’à aujourd’hui, il y a des vides dans la législation, et les lois adoptées jusqu’à présent sont incomplètes, embrouillées, et parfois, elles ne sont tout simplement pas appliquées »

— Vladimir Poutine, octobre 2021, Congrès mondial des compatriotes vivant à l’étranger, Moscou
L'activisme d'associations chargées de la question diasporique a influencé la sphère législative, et diffusé, dans le domaine public, une certaine vision de la situation des Russes du proche-étranger.
Des associations comme le Conseil des compatriotes de la Douma, Rus’unie et le Conseil mondial des compatriotes du gouvernement de Moscou prétendent avec quelques dizaines d’associations peu représentatives dans de pays d’ex-URSS, représenter sociologiquement les compatriotes, et obtiennent une reconnaissance juridique du pouvoir politique à la recherche d’interlocuteurs institutionnalisés.
Une vision catastrophiste est propagée par ces associations du fait de leur approche binaire de la situation des Russes du proche-étranger:
- rapatriement massif vers la Russie,
- ou assimilation complète dans un État hostile et culturellement étranger à la russité.

En octobre 2006, Sergueï Lavrov déclare que « Nos compatriotes de l’étranger aspirent sincèrement à être utiles à leur Patrie historique ».

### Sources
- Dimitri de Kochko, Russophonie et Russophones, in « Historiens et Géographes », no 404, octobre-novembre 2008, p. 185-186.
- Alla Sergueeva, Qui sont les Russes ? (traduit du russe par Isabelle Deschamps), M. Milo, Paris ; Timéli, Genève, 2006, 318 p.  (ISBN 2-914388-85-3)
- Nicolas Ross, Au cœur de la guerre froide. Les combats de l'émigration russe de 1945 à 1960, Syrtes, 2023.